# Radoslav Pantaleev
Radoslav Dimitrov Pantaleev est un boxeur bulgare né le 5 juillet 1993.

## Carrière
Sa carrière amateur est principalement marquée par une médaille de bronze remportée aux championnats du monde de 2019 dans la catégorie des poids lourds.

## Palmarès

### Championnats du monde
- Médaille de bronze en -91 kg en 2019 à Iekaterinbourg, Russie

## Référence
1. ↑  (en) Résultats des championnats du monde de boxe amateur 2019 (amateur-boxing.strefa.pl)